# Киргизская диаспора
Киргизская диаспора — одна из самых молодых и быстрорастущих диаспор в мире. Её появление связано прежде всего с распадом СССР и политической нестабильностью в странах Средней Азии, хотя эмиграция кыргызов началась ещё во времена становления советской власти, когда не принявшие её бежали сперва в Афганистан, а оттуда по разным причинам (чаще всего из-за политической нестабильности в данной стране) в Турцию и другие страны мира.

## Численность киргизской диаспоры (по убыванию)
- Узбекистан: 291 600 (2021) (без андижанские киргизы)[2]
- Китай: 232 000 (2016)[3]
- Россия: 103 422 (2010)[4][5]
- Таджикистан: 60 715 (2010)[6]
- Казахстан: 26 800 (2011)[7]
- Турция: 25 000 (2021)[8]
- США: 25 000 (2020)[9]
- Украина: 1128 (2001)[10]
- Афганистан: 1100 (2016)[11]